# ドネツク人民共和国人民評議会
ドネツク人民共和国人民評議会（ロシア語: Народный Совет Донецкой Народной Республики Narodnyj Soviet Donietskoj Narodnoj Respubliki）は、ロシア連邦ドネツク人民共和国の立法府。人民ソビエト（Народный Совет Narodnyj Soviet）とも呼ばれる。

## 概要
定数は100名、任期は5年。2017年12月29日の憲法改正までは任期が4年だった。ロシア編入後の2022年12月30日の憲法改正で定数は削減され90となった。2023年に予定されている選挙後に施行される。
これまで選挙は2014年11月2日と2018年11月11日に実施された。